# Stoewer Sedina
Der Stoewer Sedina ist ein Pkw der oberen Mittelklasse, den der Automobilhersteller Stoewer 1937 parallel zum größeren Typ Arkona herausbrachte. Die Fahrzeuge hatten – im Gegensatz zu ihren Vorgängern – Hinterradantrieb und Starrachsen.
Der Wagen hatte einen 2,4-l-Vierzylinder-Reihenmotor mit seitlicher Nockenwelle und hängenden Ventilen vorn eingebaut, der 55 PS (40 kW) leistete und über ein 4-Gang-Getriebe die Hinterräder antrieb. Die Vorderräder waren einzeln an zwei Querblattfedern aufgehängt, die hintere Starrachse an Halbelliptik-Blattfedern. Die Karosserie war noch konservativer gestaltet als die der Vorgänger.
Bis 1940 entstanden 924 Stoewer Sedina. Anschließend stellte Stoewer die Produktion ziviler Fahrzeuge ein und baute nur noch den Einheits-PKW für die Wehrmacht.

## Technische Daten
| Typ                   | Sedina              |
| Bauzeitraum           | 1937–1940           |
| Aufbauten             | L4, PL4, Cb2        |
| Motor                 | 4 Zyl. Reihe 4 Takt |
| Ventile               | hängend (OHV)       |
| Bohrung × Hub         | 85 mm × 106 mm      |
| Hubraum               | 2406 cm³            |
| Leistung (PS)         | 55                  |
| Leistung (kW)         | 40                  |
| Verbrauch             | 15 l / 100 km       |
| Höchstgeschwindigkeit | 110 km/h            |
| Leergewicht           | 1360 kg             |
| Zul. Gesamtgewicht    | 1745 kg             |
| Elektrik              | 6 Volt              |
| Länge                 | 4600 mm             |
| Breite                | 1720 mm             |
| Höhe                  | 1620 mm             |
| Radstand              | 2900 mm             |
| Spur vorne / hinten   | 1430 mm / 1430 mm   |
| Wendekreis            |                     |

- L4 = 4-türige Limousine
- PL4 = 4-türige Pullman-Limousine
- Cb2 = 2-türiges Cabriolet